# Inversión magnética de Brunhes-Matuyama
La inversión Brunhes-Matuyama fue un evento geológico, que ocurrió hace aproximadamente 780 000 años, cuando el campo magnético terrestre hizo la última inversión magnética. La inversión duró varios milenios. Su duración aparente en cualquier sitio particular varia de 1200 a 10 000 años dependiendo de la latitud geomagnética y de los efectos locales de los componentes no dipolo del campo terrestre durante la transición. Este evento es útil en datar muestras de sedimentos oceánicos y en vulcanismo eruptivo.
Su epónimo hace honor a los físicos Bernard Brunhes y Motonori Matuyama.